# Lexington-Klasse
Die Lexington-Klasse war eine Schiffsklasse der United States Navy, die von zwei Flugzeugträgern gebildet wurde. Die Anfang der 1920er Jahre ursprünglich als Schlachtkreuzer geplanten und auf Kiel gelegten Schiffe waren die ersten unbeschränkt einsatzfähigen Flottenträger der US-Marine und bis zur Indienststellung der Midway 1945 die größten Flugzeugträger der Flotte. Beide Schiffe wurden im Zweiten Weltkrieg eingesetzt. Das Typschiff Lexington sank am 8. Mai 1942 nach Torpedo- und Bombentreffern; die Saratoga wurde am 25. Juli 1946 im Rahmen der Operation Crossroads als Zielschiff versenkt.

## Geschichte

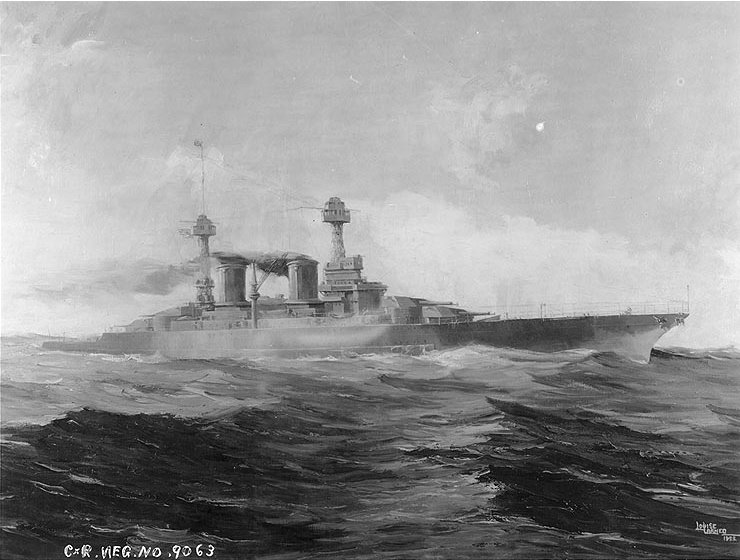
Zeitgenössisches Gemälde, das die geplanten Schlachtkreuzer zeigt

### Planung und Bau als Schlachtkreuzer

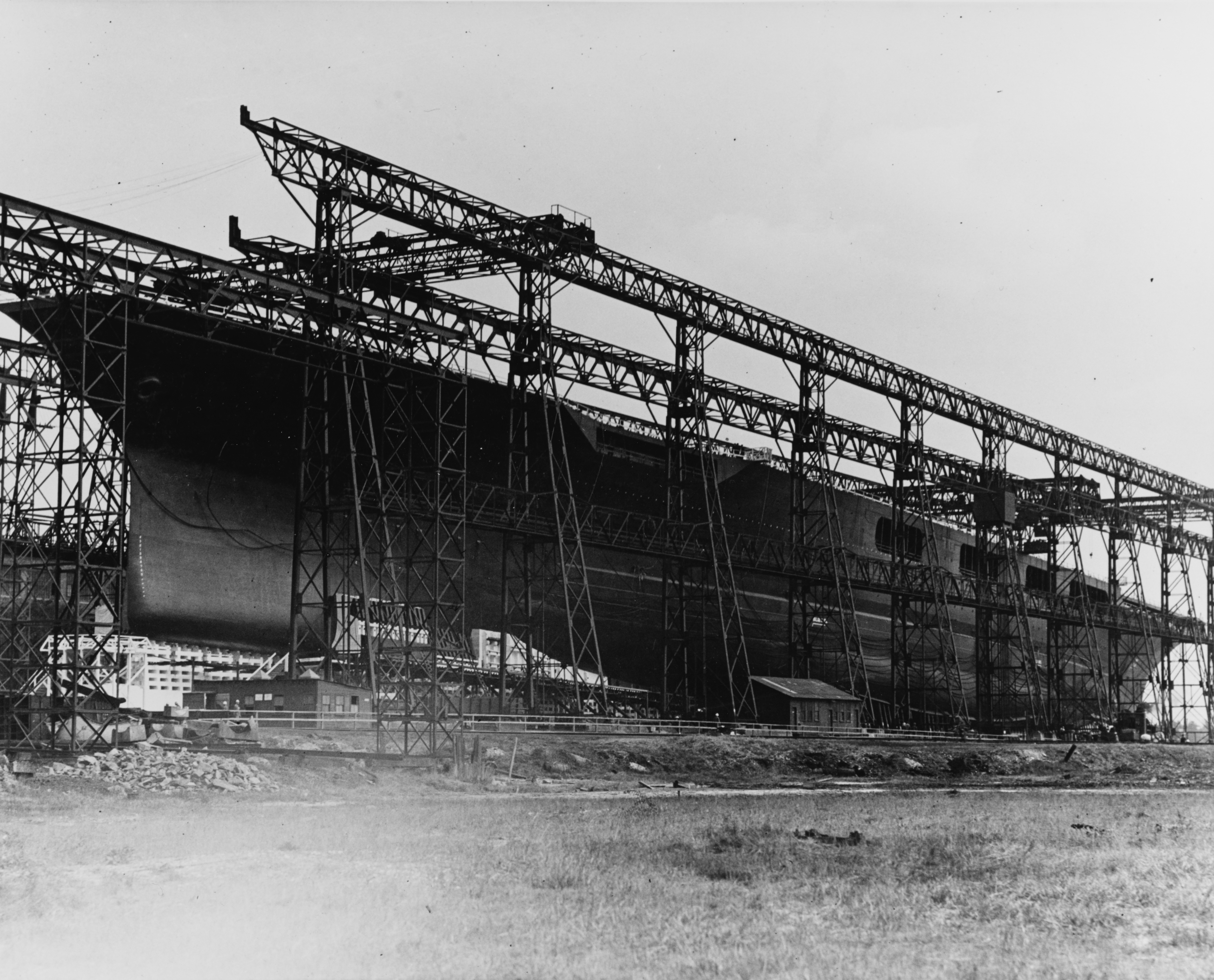
Die Lexington kurz vor ihrem Stapellauf

1917 wurden sechs Schlachtkreuzer der Lexington-Klasse genehmigt, die ersten Schiffe dieses Typs für die US Navy. Die ersten vorläufigen Pläne, die bereits 1916 vorlagen, sahen eine Verdrängung von 34.400 tn.l. sowie eine Bewaffnung mit zehn 14-Zoll-Geschützen (356 mm) in zwei Dreifach- und zwei Doppeltürmen vor. Die Panzerung sollte eher schwach ausfallen, die Geschwindigkeit jedoch bei 35 Knoten liegen. In den folgenden Jahren wurden die Pläne überarbeitet, 1919 sahen die endgültigen Pläne eine Verdrängung von 43.500 Standardtonnen vor, die Bewaffnung sollte aus acht 16-Zoll-Geschützen (406 mm) in vier Zwillingstürmen, 16 6-Zoll-Geschützen (152 mm), vier 3-Zoll-Geschützen (76 mm) sowie acht 21-Zoll-Torpedorohren (533 mm) bestehen. Der turboelektrische Antrieb mit einer geplanten Leistung von 184.000 Wellen-PS sollte den Schiffen eine Höchstgeschwindigkeit von bis zu 33,25 Knoten ermöglichen. Die sechs Schlachtkreuzer wurden ab August 1920 bei vier Werften an der Ostküste auf Kiel gelegt. Die Abschlussvereinbarung der Washingtoner Flottenkonferenz am 6. Februar 1922 begrenzte die Tonnage für Großkampfschiffe je Schiff und Nation, so dass die sechs Schiffe der Klasse nicht weitergebaut werden durften.

### Fertigstellung als Flugzeugträger

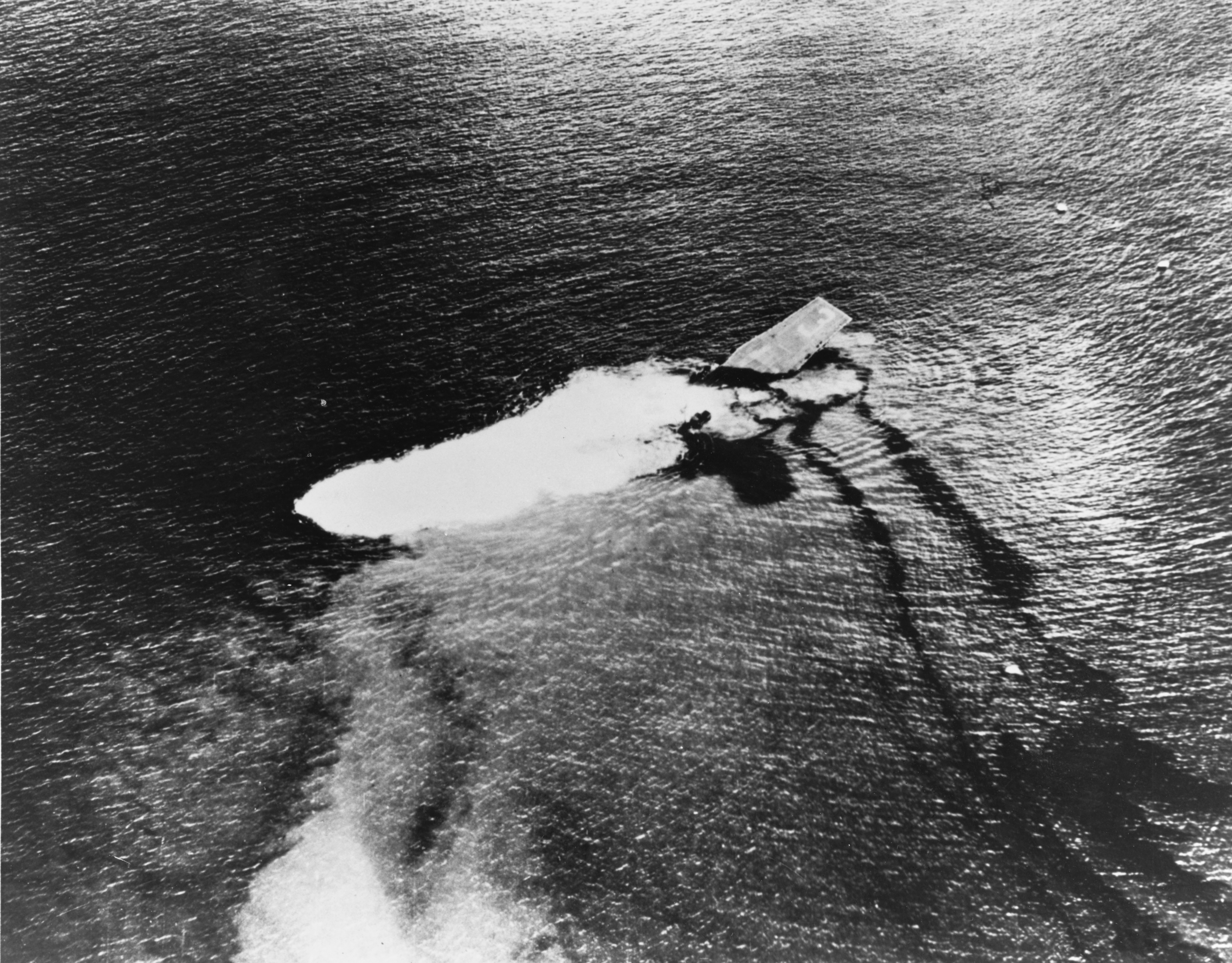
Die Saratoga versinkt nach dem Kernwaffentest im Pazifik, 1946

Der Vertrag erlaubte es aber, zwei der Schlachtkreuzer zu Flugzeugträgern umzubauen. Der Bau der übrigen vier Schiffe wurde eingestellt. Im August 1923 wurde der Bauauftrag endgültig annulliert und die unfertigen Rümpfe verschrottet. Am 1. Juli 1922 wurden neue Bauaufträge für die Lexington und die Saratoga erteilt. Sie sollten nun als Flugzeugträger vollendet werden. Die Arbeiten waren 1925 abgeschlossen, die Saratoga lief am 7. April, die Lexington am 3. Oktober vom Stapel. Mit einer Verdrängung von 36.000 Standardtonnen lagen sie zwar 3000 Tonnen über der vom Washingtoner Flottenvertrag vorgeschriebenen Maximalverdrängung. Dieser Vertragsbruch wurde jedoch stillschweigend hingenommen. Die Baukosten wurden vom Bureau of Ships im August 1952 mit 43.856.492,59 US-Dollar für die Saratoga und mit 45.952.644,83 US-Dollar für die Lexington beziffert.

### Dienstzeit und Modifikationen
Die beiden Flugzeugträger der Lexington-Klasse wurden 1927 in Dienst gestellt. Sie wurden der US-Pazifikflotte zugeteilt und nahmen bis zum Beginn des Krieges an diversen Übungen mit der US-Flotte – auch im Atlantik – teil, die den Wert der neuen Träger zeigten. Nach dem japanischen Angriff auf Pearl Harbor nahmen sie an allen größeren Operationen gegen die kaiserlich-japanische Flotte teil. Beide Schiffe der Klasse wurden mit dem Beginn des Zweiten Weltkriegs modernisiert, die Form des Flugdecks wurde verändert, zusätzlich wurde die schwere Schiffsartillerie entfernt und durch leichtere Geschütze zur Flugabwehr ersetzt. Die Lexington wurde am 8. Mai 1942 während der Schlacht im Korallenmeer von mehreren Bomben und Torpedos getroffen, sie musste im Laufe des Tages aufgegeben werden und sank.
Auf der Saratoga wurde im Laufe des Krieges die Anzahl der leichten und mittleren Flugabwehrgeschütze massiv erhöht, 1942 wurde zudem ihr Flugdeck um einige Meter verlängert. Sie blieb bis zum Ende des Krieges im Einsatz und nahm bis Anfang 1945 an allen größeren Operationen im Pazifik teil. Nach der Reparatur von Schäden durch Kamikaze-Angriffe, die sie am 21. Februar 1945 während der Schlacht um Iwojima erlitten hatte, wurde sie fast nur noch als Trainingsträger eingesetzt, da neuere Träger der Essex-Klasse sie beim Fronteinsatz ersetzten. Sie wurde am 25. Juli 1946 während des Crossroad-Baker-Kernwaffentests im Bikini-Atoll als Zielschiff schwer beschädigt und sank wenig später.

## Technik

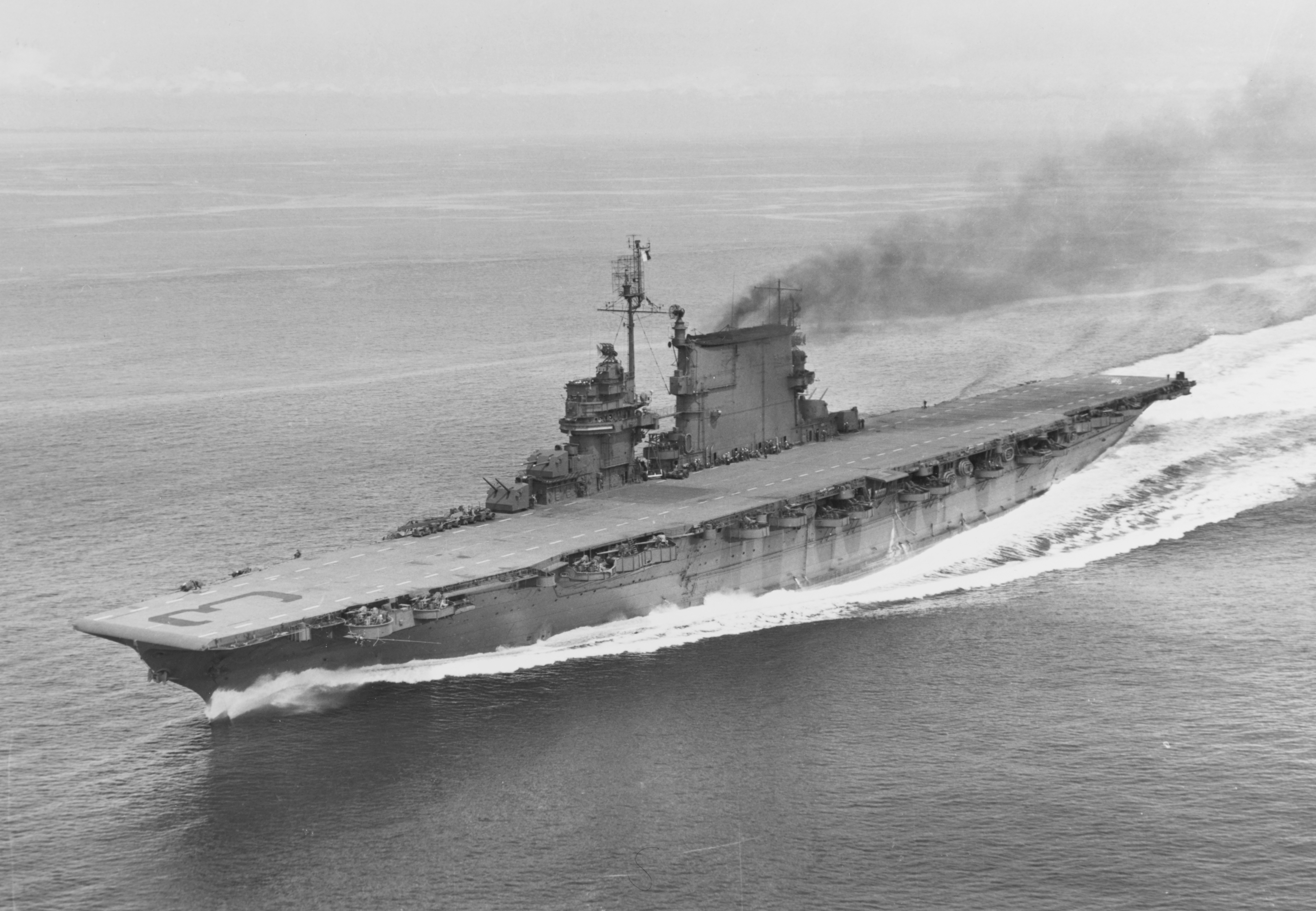
USS Saratoga, 1945

### Rumpf und Panzerung
Der Rumpf der Träger war bei Indienststellung an der Konstruktionswasserlinie 259,3 Meter lang, die Länge über alles betrug 270,8 Meter, bei der Saratoga nach dem Umbau 1942 277,2 Meter. Die Breite in der Wasserlinie lag bei 32,2 Metern (34,1 Meter nach Umbau), die maximale Breite auf Höhe des Flugdecks betrug 39,7 Meter. Die Leerverdrängung der Schiffe lag bei 36.000 Standardtonnen, die Einsatzverdrängung zwischen 41.000 und 48.550 Standardtonnen, abhängig von Beladung und Umbauten. Der Tiefgang betrug je nach Beladung zwischen 7,4 und 9,9 Metern. Die Panzerung war aufgrund der Entstehungsgeschichte als Schlachtkreuzer relativ stark, sie betrug an der Wasserlinie 152 mm. Die Schotten waren jeweils 178 mm stark, die Panzerung der unteren Decks betrug zwischen 25 und 76 mm. Das Flugdeck war 25 mm stark, das Hangardeck 51 mm. Die Geschütztürme verfügten über bis zu 76 mm Panzerung, die Barbetten über 152 mm.

### Antrieb

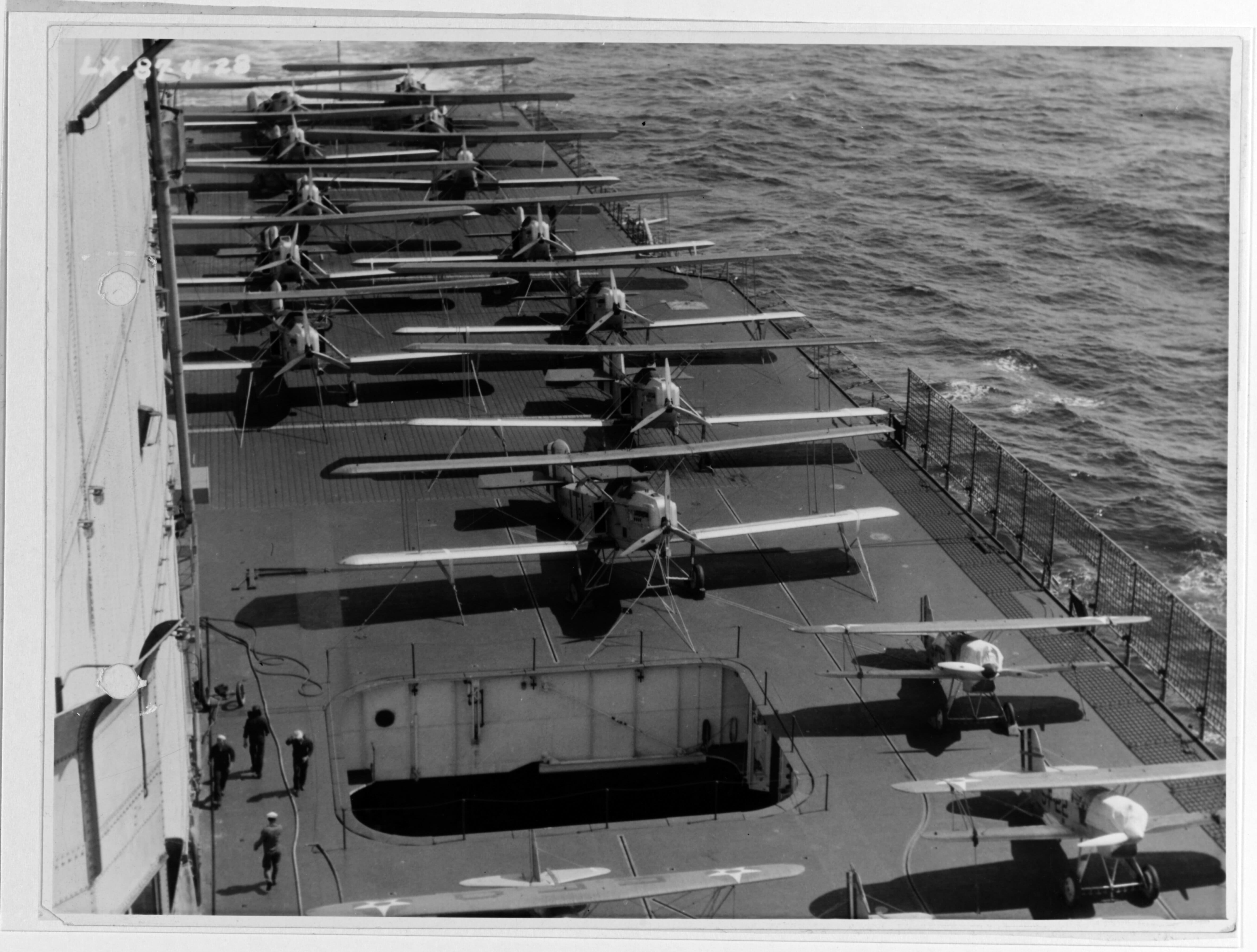
Blick auf das Flugdeck der Lexington, 1928

Flugzeugträger der Lexington-Klasse hatten einen turboelektrischen Antrieb. Der Dampf wurde mit 16 Wasserrohrkesseln erzeugt, die jeweils in einer eigenen Sektion im Rumpf eingebaut waren. Der Dampf hatte einen Druck von 295 lbf·in−2 (2 MPa) und eine Temperatur von 460 °F (238 °C). Er trieb über Dampfturbinen vier Turbogeneratoren von General Electric an, die eine elektrische Leistung von jeweils 35,2 MW erzeugten. Die Betriebsspannung betrug 5 kV, der Strom 4,62 kA. Der Gleichstrom der Turbogeneratoren wurde mit Wechselrichtern in 40-MVA-Wechselstrom umgewandelt. Insgesamt hatten Schiffe der Lexingtonklasse vier Propellerwellen, die von jeweils zwei Elektromotoren in Tandemkonfiguration angetrieben wurden. Die indizierte Gesamtwellenleistung dieser Motoren beträgt 180.000 hp (134 MW); die errechnete Geschwindigkeit beträgt 33,25 kn (61,58 km/h). Tatsächlich wurde im Testbetrieb 1928 eine Geschwindigkeit von 34,5 kn (63,9 km/h) ermittelt, was einer effektiven Gesamtwellenleistung von 202.000 hp (151 MW) entspricht. Zusätzlich waren sechs Turbogeneratoren mit einer indizierten Leistung von jeweils 750 kW eingebaut, die Wechselstrom für die Schiffsstromversorgung erzeugten.
Als Kraftstoff wurden 133.760 cwt (6795 t) Brennöl mitgeführt, von denen 108.000 cwt (5500 t) genutzt werden konnten; der Rest diente als Ballast auf der Backbordseite. Mit 90.800 cwt (4610 t) Brennöl konnte ein Flugzeugträger der Lexingtonklasse eine Strecke von 9910 NM (18.350 km) bei einer Geschwindigkeit von 10,7 kn (19,8 km/h) zurücklegen.

### Flugdeck, Insel und Hangar
Flugdeck und Hangar waren bei den Trägern der Lexington-Klasse integraler Bestandteil des Schiffsrumpfs. Die Aufbauten auf dem Flugdeck befanden sich auf der Steuerbordseite und bestanden aus dem schmalen, aber langen Rauchabzug für die 16 Kessel, der in seiner Form charakteristisch für die beiden Schiffe war, sowie der davor liegenden Brücke, die auch den Mast mit den elektronischen Anlagen trug. Das Flugdeck bestand aus Stahl und war mit Hartholz beplankt; es war 266,7 Meter lang und 27,4 Meter breit. Zwei Aufzüge verbanden es mit dem darunter liegenden, verhältnismäßig kleinen, aber sehr hohen Hangardeck, in dem ursprünglich bis zu 90 Flugzeuge untergebracht werden konnten. Beim Umbau der Saratoga 1942 wurde das Flugdeck auf 277 Meter verlängert.
Der Start der Flugzeuge wurde durch ein elektrisch angetriebenes Katapult unterstützt, dieses wurde später bei der Saratoga durch ein hydraulisches H-4C-Katapult mit 7,2 Tonnen Schubkraft ersetzt. Die erste Fangseilanlage mit acht Stahlseilen wurde 1931 an Bord installiert.

### Bewaffnung und Elektronik
Bei Indienststellung waren beide Träger mit acht 8-Zoll-Geschützen (203 mm), Kaliberlänge 55, in vier Doppeltürmen ausgestattet, je zwei Türme vor und hinter der Insel. Diese waren mit die schwersten Geschütze, die jemals an Bord von Flugzeugträgern eingesetzt wurden. Sie sollten den Trägern die Möglichkeit geben, sich gegen Kreuzer zu verteidigen, die aufgrund ihrer hohen Geschwindigkeit nicht ausmanövriert werden konnten. Zu den schweren Geschützen kamen zwölf 5-Zoll-Geschütze (127 mm), Kaliberlänge 25, in Einzellafetten sowie 48 1,1-Zoll-Geschütze (28 mm) in Vierlingslafetten zur Flugabwehr. Bei beiden Trägern wurden die schweren 8-Zoll-Geschütze nach dem Angriff auf Pearl Harbor entfernt und auf Hawaii als Küstenverteidigungsgeschütze eingesetzt, die Saratoga erhielt ab Mitte 1942 an Stelle der alten Geschütztürme vier 5-Zoll-Zwillingstürme, zusätzlich wurde bei ihr ab 1944 die 1,1-Zoll-Flak durch 96 40-mm-Bofors-Geschütze ersetzt.
Die elektronische Ortungsausrüstung bestand ab 1941 aus einem CXAM-1-Radar, das Schiffe auf bis zu 16 Seemeilen und Flugzeuge je nach Höhe auf bis zu 70 Seemeilen orten konnte. Bei der Saratoga wurde es ab 1945 durch das SK-Radar ersetzt, das eine größere Ortungsreichweite (bis zu 100 Seemeilen) besaß. Zusätzlich erhielt sie ein SC-3-Radar mit 80 Seemeilen Reichweite als Backup.

### Luftgruppe
Der Carrier Air Wing der Lexingtons bestand aus bis zu 90 Flugzeugen. Zu Beginn der Dienstzeit wurden noch Doppeldecker wie die Boeing F3B, die Curtiss F6C oder die Grumman F2F an Bord eingesetzt. Der erste Eindecker an Bord war die Brewster F2A, die 1939 an Bord kam, aber bald schon durch modernere Flugzeuge wie die Grumman F4F abgelöst wurde. Auf der Saratoga wurde ab 1943 die Grumman F6F eingesetzt. Als Bomber und Torpedoflugzeuge wurden unter anderem die Douglas TBD, die Grumman TBF und die Douglas SBD verwendet.

## Weiterführende Informationen